# Леопольд V Фердинанд
Леопо́льд Фердина́нд Австри́йский (нем. Leopold Ferdinand von Österreich; 5 октября (или 9 октября) 1586 , Грац, эрцгерцогство Австрия — 13 сентября (или 17 сентября) 1632, Швац, графство Тироль) — принц из дома Габсбургов, эрцгерцог Австрийский и граф Тирольский под именем Леопо́льда V Фердина́нда (нем. Leopold V. Ferdinand), князь-епископ Пассау и Страсбурга.

## Биография

### Ранние годы
Леопольд Фердинанд родился 5 или 9 октября 1586 года в Граце. Он был двенадцатым ребёнком и пятым сыном в многодетной семье Карла II, эрцгерцога Австрии, и Марии Анны Баварской, принцессы из дома Виттельсбахов. По линии отца принц приходился внуком Фердинанду I, императору Священной Римской империи, и Анне Богемской и Венгерской, последней представительнице дома Ягеллонов, правившего королевствами Чехии и Венгрии. По линии матери он был внуком Альбрехта V, герцога Баварии, и Анны Австрийской, принцессы Богемской и Венгерской из дома Габсбургов.
Отец Леопольда умер, когда ему было четыре года. Мать с детства стала готовить его к церковной карьере. В 1590—1594 годах он получил место каноника в епархии Пассау. В 1596 году принц принял тонзуру и был поставлен в малые чины клира — аколиты, экзорцисты, чтецы и остиарии. И в том же году поступил в университет, который был основан его отцом и находился в ведении иезуитов. У последних он также учился в Юденбурге.
По предложению императора Рудольфа II, мать и старший брат помогли Леопольду занять место коадъютора епископа Пассау. Он стал им на двенадцатом году жизни, 14 ноября 1597 года, обойдя на выборах двоюродного брата, принца Фердинанда Баварского. Решающим стал голос римского папы Климента VIII. Спустя год Леопольд был избран, а 18 августа 1599 года утверждён на место коадъютора епископа Страсбурга. Однако приступить к исполнению своих обязанностей в обеих епархия он мог лишь по достижении совершеннолетия, то есть двадцати одного года. До этого времени принц продолжил изучать теологию в университете в Граце.
Воспитанный иезуитами, Леопольд был ревностным и благочестивым католиком. Он обладал живым и предприимчивым характером. С ранних лет пользовался расположением императора Рудольфа II.

### Князь-епископ
25 июля 1605 года Леопольд стал преемником епископа Урбана фон Тренбаха на кафедре Пассау без посвящения в сан. В вверенной ему епархии он начал проводить реформы, следуя постановлениям Тридентского собора, и столкнулся с сильным сопротивлением со стороны протестантов. Принц осудил решение младшего брата императора — австрийского эрцгерцога и венгерского короля Матвея, когда в 1609 году тот даровал своим австрийским подданным-протестантам свободу вероисповедания. Леопольд также боролся с безнравственным образом жизни священнослужителей епархии, в частности, строго следил за соблюдением ими целибата. 24 ноября 1607 года он стал преемником кардинала Шарля Лотарингского на кафедре Страсбурга и снова без посвящения в сан. В этой своей епархии принц также начал активно проводить реформы.
Проводить контрреформацию в обеих диоцезах ему помогали иезуиты, которым Леопольд оказывал особое покровительство. В 1611 году он пригласил их в Пассау, где помог основать коллегию. В 1622 году здесь же принц учредил курсы теологии, которые объединил с коллегией иезуитов, положив начало местному университету. Его он также передал в ведение иезуитов. В 1614 году Леопольд построил церковь в коллегии иезуитов в Мольсхайме, о чём свидетельствует его герб во внутреннем декоре храма. По благословению римского папы эта коллегия в 1617 году получила статус католического университета в противовес действовавшей в епархии лютеранской гимназии. Позднее, уже став австрийским эрцгерцогом и тирольским графом, Леопольд Фердинанд построил церковь для иезуитов в Инсбруке.
С 1614 по 1626 год принц возглавлял аббатства Мурбаха и Лудерса, которые в 1623 году реформировал по примеру аббатств мавристов. В епархии Страсбурга он упразднил семь монастырей бенедиктинцев из Бурсфельдерской конгрегации и объединил монастыри бенедиктинцев в Страсбургскую конгрегацию под непосредственным руководством епископа, то есть себя. Это конгрегация просуществовала вплоть до Великой Французской революции.

### Фаворит императора
Леопольд Фердинанд жил при дворе покровительствовавшего ему Рудольфа II, императора Священной Римской империи, который даже пытался помочь принцу наследовать трон королевств Богемии и Германии. В 1609 году, после смерти Иоганна Вильгельма, последнего герцога Юлиха-Клеве-Берга из дома Ламарков, началась борьба за его наследство между курфюрстами Бранденбурга и пфальцграфами Пфальц-Нейбурга. Император наложил арест на наследство до принятия им окончательного решения. По приказу Рудольфа II, опираясь на поддержку Католической лиги, Леопольд занял крепость Юлих. В ответ на действия императора-католика, наследники-протестанты объединились в Протестантской унии. В союзе с французским королём и нидерландским штатгальтером они вернули контроль над наследными землями. В сентябре 1610 года Леопольд был вынужден оставить крепость Юлих. Он также был вынужден переехать из Страсбурга в Пассау.
Во время, так называемой, «Братской ссоры», конфликта между императором и его младшим братом, Леопольд снова выступил на стороне Рудольфа II. Однако, посланные им в Богемию наёмники, оказали императору медвежью услугу. В историю эти наёмники вошли под прозванием «пассауской военщины». Недовольные низкой оплатой они разграбили Прагу с окрестностями, чем окончательно восстановили против Рудольфа II все местные сословия, поддержавшие его младшего брата Матвея. В итоге императору пришлось согласиться с коронацией Матвея как богемского короля в мае 1611 года.

### Эрцгерцог и граф

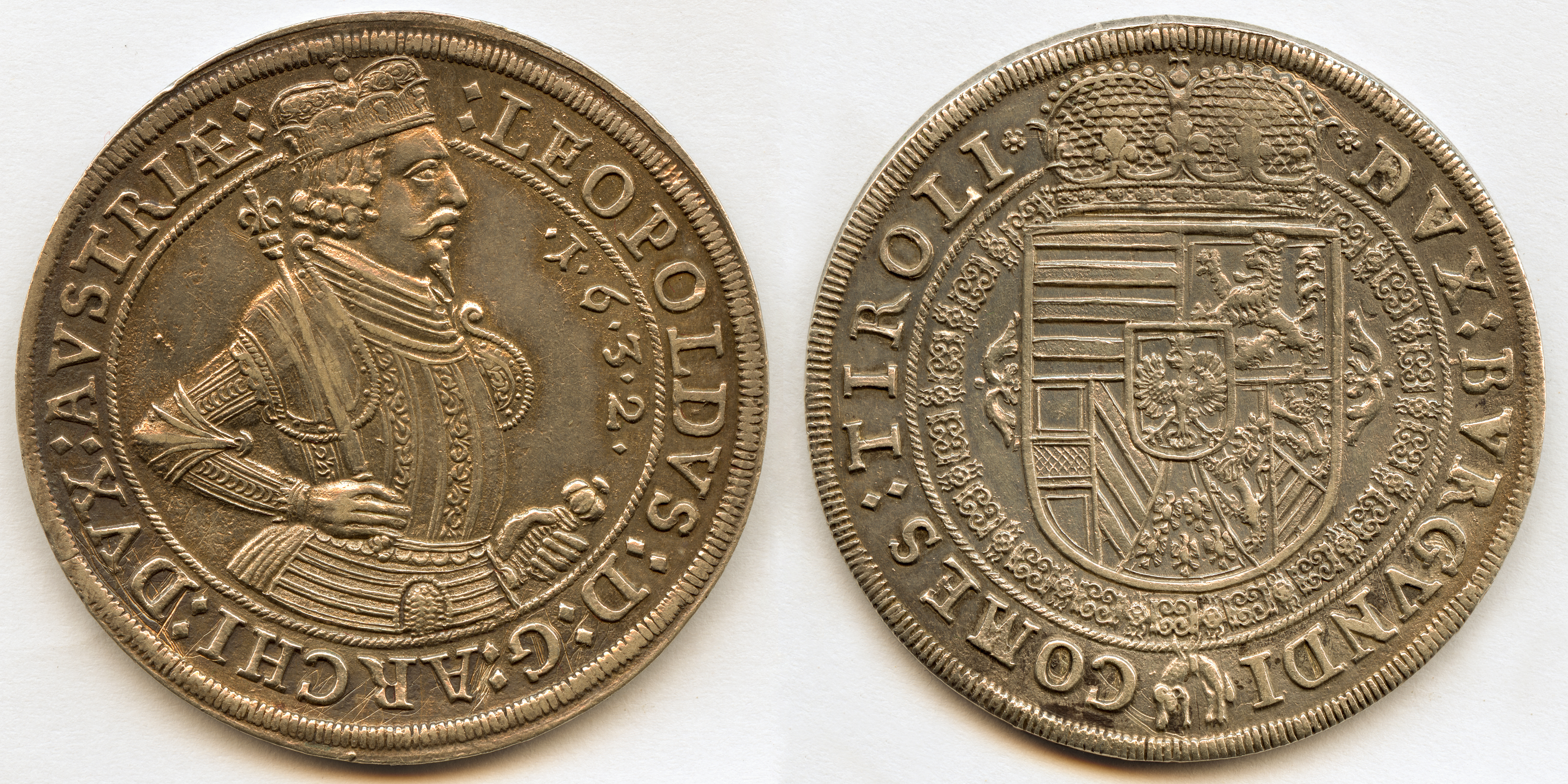
Талер Леопольда V Фердинанда (1632)

После смерти покровительствовавшего принцу Рудольфа II, новым императором Священной Римской империи стал его младший брат Матвей, во время правления которого Леопольд недолгое время находился в опале. Вскоре он и император примирились. В 1613 году Матвею прибыло посольство от князя Дмитрия Пожарского с просьбой о помощи в борьбе, которое Русское царство вело с Речью Посполитой; взамен князь обещал, что Земский собор изберёт русским царём младшего брата императора, эрцгерцога Максимилиана. После отказа Максимилиана, император предложил русский трон Леопольду, который выразил согласие, но к тому времени, когда посольство императора прибыло в Москву, Земский собор уже избрал русским царём Михаила Романова. За не имением потомства Матвей назначил своим наследником Фердинанда, старшего брата Леопольда, который в 1618 году стал императором под именем Фердинанда II. В том же году умер двоюродный брат принца, австрийский эрцгерцог и тирольский штатгальтер Максимилиан III.

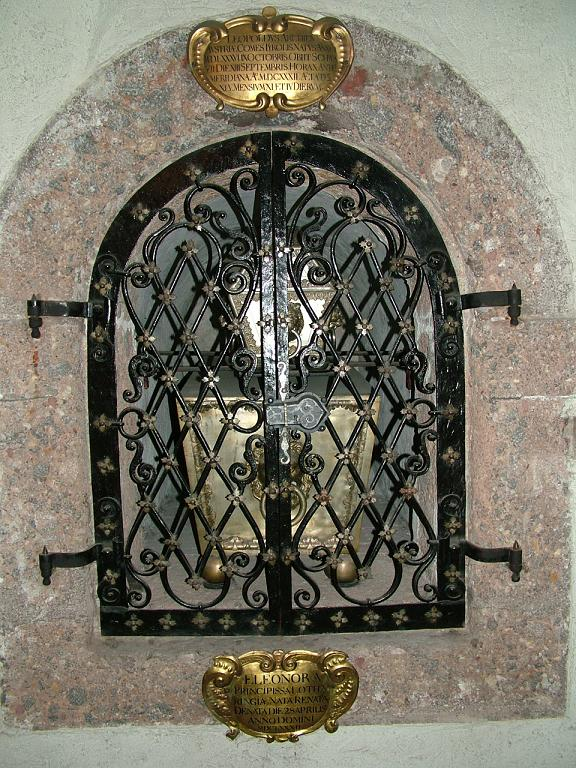
Гроб Леопольда V Фердинанда. Церковь иезуитов, Инсбрук

В марте 1619 года Фердинанд II назначил Леопольда штатгальтером Тироля и эрцгерцогом Верхней Австрии. В том же году принц получил назначение на место штатгальтера Вены. Во время Тридцатилетней войны Леопольд, в отсутствие императора, обеспечивал безопасность города от армии протестантов под командованием графа Йиндржиха Матиаша Турна. В 1621—1623 годах он предпринял несколько попыток контрреформации в Граубюндене. С этой целью в Нижний Энгадин и Праттигау им были посланы капуцины. Но под давлением французского королевства, савойского герцогства, венецианской республики и швейцарского союза ему пришлось отказаться от этих планов.
В 1622—1623 годах в Регенсбурге Леопольд начал переговоры с братом-императором о выделении ему суверенного феода. Он решил отказаться от духовных княжеств и основать боковую ветвь дома Габсбургов. 15 ноября 1623 года Фердинанд II передал ему в суверенное правление с правом наследования две трети Верхней и Передней Австрии и одну треть этих земель в пожизненное управление. Взамен Леопольд отказался от полагавшихся ему доходов с венгерского и чешского королевств и прочих австрийских земель и признал майорат императора во всех австрийских владениях. 14 сентября 1625 года договор о суверенитете Леопольда над выделенными ему братом владениями вступил в силу. В 1626 году в Риме он отказался от титула князь-епископа Пассау и Страсбурга в пользу своего двоюродного брата, Леопольда Вильгельма Австрийского.
24 сентября 1630 года эрцгерцог окончательно присоединил к своим владениям графство Тироль и Переднюю Австрию. Он правил этими феодами под именем Леопольда V Фердинанда. Его политика по укреплению обороноспособности тирольского графства, позволила пресечь вторжение армии протестантов под командованием герцога Бернгарда Саксен-Веймарского у замка Эренберг в июле 1632 года. Леопольд V Фердинанд умер от лихорадки 13 сентября 1632 года в Шваце и был похоронен в церкви иезуитов в Инсбруке.

### Брак и потомство
19 апреля 1626 года Леопольд V Фердинанд женился на Клавдии Тосканской (4.4.1604 — 25.12.1648), принцессе из дома Медичи, вдове Федерико Убальдо (16.5.1605 — 28.6.1623), герцога Урбино. Их свадьба в замке Амбрас в Инсбруке стала одним из самых ярких событий того времени. Этим браком эрцгерцог основал ветвь дома Габсбургов, угасшую в 1665 году. В семье графа и графини Тирольских родились пятеро детей, два сына и три дочери:
- Мария Элеонора (9.2.1627 — 6.8.1629), эрцгерцогиня Австрийская и принцесса Тирольская, умерла в младенческом возрасте;
- Фердинанд Карл (17.5.1628 — 30.12.1662), эрцгерцог Австрийский и принц Тирольский, с 1632 года граф Тироля, 10 июня 1646 года сочетался браком с Анной Тосканской (21.7.1616 — 11.7.1676), принцессой из дома Медичи;
- Изабелла Клара (12.8.1629 — 24.2.1685), эрцгерцогиня Австрийская и принцесса Тирольская, 7 ноября (или 13 июня[17]) 1649 года[18] сочеталась браком с Карлом II (3.10.1629 — 14.8.1665), герцогом Мантуи и Монферрато из Неверской ветви дома Гонзага;
- Сигизмунд Франц (27.11.1630 — 25.6.1665), эрцгерцог Австрийский и принц Тирольский, с 1646 года князь-епископ Аугсбурга, с 1654 года князь-епископ Гурка и с 1659 года князь-епископ Трента, отказался от правления в духовных княжествах, с 1662 года граф Тироля, 3 июня 1665 года сочетался браком с Гедвигой Августой Зульцбахской (15.4.1650 — 23.11.1681), принцессой из дома Виттельсбахов;
- Мария Леопольдина (28.11.1632 — 19.8.1649), эрцгерцогиня Австрийская и принцесса Тирольская, 2 июля 1648 года сочеталась браком с Фердинандом III (13.7.1608 — 2.4.1657), императором Священной Римской империи, королём Богемии и Венгрии.

Леопольд V Фердинанд был отчимом Виктории (7.2.1622 — 5.3.1694), принцессы Урбинской, дочери супруги от первого брака, которая 26 сентября 1633 года вышла замуж за Фердинанда II (14.7.1610 — 23.5.1670), великого герцога Тосканы.

## В культуре
Сохранилось несколько изображений Леопольда в разном возрасте, самым известным из которых является его портрет в одеянии клирика кисти Йозефа Хейнца Старшего, написанный в 1604 году. Ныне картина хранится в собрании Музея истории искусств в Вене. На семейном портрете приписываемом кисти Хуана Пантохи де ла Круса около 1600 года, он изображён с кадилом в руках вместе с родителями — отцом в одеянии священника, преподающим причастие матери в одеянии монахини, с некоторыми братьями, в церковном облачении, и сёстрами, приступающими к причастию. Семья изображена у алтаря во имя святого Иоанна Евангелиста. Картина находится в монастыре босоногих принцесс в Мадриде. На портрете кисти неизвестного около 1630 года Леопольд изображён уже в светском одеянии, как австрийский эрцгерцог и тирольский граф.